# Aristobulos (Bruder der Mariamne)
Aristobulos III. (häufig auch Aristobul III., mit vollem Namen Aristobulos Jonathan; * um 53 v. Chr.; † 36 v. Chr. in Jericho) war ein hasmonäischer Prinz, der Bruder von Mariamne I. und Schwager von König Herodes dem Großen. Seine Eltern waren Alexandra und deren Cousin Alexandros, seine Urgroßmutter Königin Salome Alexandra. Er starb 36 v. Chr. bei einem – wahrscheinlich von König Herodes herbeigeführten – Badeunfall.

## Um das Königtum geprellt
Nach der Entmachtung von Johannes Hyrkanos II., dem Großvater des Aristobulos Jonathan, durch die Parther 40 v. Chr. und seiner Deportation nach Mesopotamien war die pro-römische Partei in Judäa führerlos. Der damalige Gouverneur von Galiläa und enge Vertraute des Hyrkanos, der Idumäer Herodes, reiste deshalb eilends nach Rom, um dort bei seinem Freund, dem Triumvirn Marcus Antonius, um Unterstützung anzusuchen.
Wie der jüdische Geschichtsschreiber Flavius Josephus berichtet, habe Herodes zunächst die Königswürde für seinen jungen, etwa 13-jährigen Schwager Aristobulos, den Enkel des Hyrkanos, erbeten, da er gewusst habe, dass die Römer die Königswürde „nur an Personen von königlicher Abstammung zu vergeben pflegten“. Diese Darstellung des Josephus, die Herodes von der Absetzung des hasmonäischen Königshauses freispricht und vielmehr die Römer als Initiatoren dieses Schritts hinstellt, hielt der Historiker Walter Otto für unglaubwürdig und nahm stattdessen an, dass Herodes von vornherein geplant habe, die Herrschaft für sich persönlich zu verlangen. Dass Antonius der Verleihung der Königswürde an Herodes zustimmte, war neben dem persönlichen Auftreten des Herodes u. a. auch dadurch begründet, dass ein Knabe wie Aristobulos schon allein aufgrund seines Alters als Führer der romtreuen Juden zur Bekämpfung der Parther ungeeignet schien. Herodes hingegen war ein erbitterter Partherfeind und erprobter Gefolgsmann der Römer, außerdem ein Mann mit herausragenden militärischen Fähigkeiten, der ganz von Rom abhängig war. Als Herodes sich bereit zeigte, Antonius für eine Ernennung zum König darüber hinaus eine beträchtliche Geldsumme zu zahlen, „wie er das auch früher für seine Ernennung zum Tetrarchen getan hatte“, bewegte Antonius den römischen Senat „mit dem denkbar größten Diensteifer“ dazu, den bewährten Freund der Römer zum neuen König von Judäa zu ernennen, für Herodes, in den Augen vieler Juden nur ein Halbjude, ein „unverhofftes Glück“, wie Flavius Josephus sagt.

## Ananel
Für Alexandra, die ehrgeizige und traditionsbewusste Mutter des Aristobulos und der Mariamne, der zukünftigen Gattin des Herodes, war das schmähliche Beiseiteschieben der Ansprüche der hasmonäischen Dynastie auf den jüdischen Königsthron durch die Römer eine herbe Enttäuschung, die im Grunde nicht zu akzeptieren war. Sie bemühte sich denn auch sofort darum, Aristobulos zumindest das ehrenvolle und einflussreiche Amt des Hohepriesters zu sichern, das Herodes wegen seiner nichtjüdischen Herkunft nicht ausüben konnte. Herodes zögerte jedoch, dem gefährlichen Rivalen seines jungen Königtums eine so hohe Ehre zuteilwerden zu lassen, und machte stattdessen im Herbst 37 v. Chr. Ananel, einen unbekannten jüdischen Priester aus Babylon, zum neuen Hohepriester in Jerusalem. Offiziell begründete er dessen Ernennung damit, dass Aristobulos nach der Tradition noch zu jung zur Ausübung des Amtes sei.

## Aristobulos Jonathan: Hohepriester für ein Jahr
Die Mutter des Knaben, Alexandra gab aber nicht auf. Sie war empört und beschwerte sich über diese Zurücksetzung ihres Sohnes bei der ägyptischen Königin Kleopatra VII. Diese sollte sich bei ihrem Geliebten, Marcus Antonius, für Aristobulos einsetzen. Der damals am Hof des Herodes anwesende Freund von Antonius, Quintus Dellius, soll Alexandra geraten haben, ihre schönen Kinder Aristobulos und Mariamne malen zu lassen und die Bilder Antonius zu schicken, um seine sinnliche Lust zu erwecken; dann würde der Triumvir ihr keine Bitte abschlagen. Diesen Rat habe Alexandra befolgt, und Antonius soll tatsächlich begeistert gewesen sein und zwar nicht Mariamne, da sie Gattin des Herodes war, aber dafür Aristobulos nach Ägypten bestellt haben. Herodes habe jedoch die Abreise des Jungen verhindert und Antonius’ gegenüber mit möglichen Unruhen der Juden begründet. Diese Geschichte verwirft Walter Otto als unglaubwürdig, da Alexandra kaum eine solche Verletzung des jüdischen Gesetzes begangen haben würde, und der Historiker Christoph Schäfer glaubt, dass Antonius sich den dynastisch nicht ungefährlichen Aristobulos schicken lassen wollte, um ein Druckmittel für ein mögliches späteres Eingreifen in Judäa in der Hand zu haben.
Wohl um weitere Zwistigkeiten mit seiner Schwiegermutter zu vermeiden und Antonius keinen Anlass mehr zum Eingreifen in sein Reich zu liefern, vielleicht auch aufgrund der Bitten seiner geliebten Gattin Mariamne, setzte Herodes schließlich den Ananel ab – obwohl dies gegen das jüdische Gesetz verstieß – und ernannte Anfang 36 oder Anfang 35 v. Chr. Aristobulos doch noch zum Hohepriester. Damit brachte er eine scheinbare Versöhnung mit Alexandra zustande. Das Verhältnis zwischen dem jüdischen König und seiner ebenso ehrgeizigen wie intriganten Schwiegermutter blieb aber auch in der Folgezeit gespannt und von gegenseitigem Misstrauen geprägt. Kurz danach musste Herodes nämlich einen heimlich geplanten Fluchtversuch Alexandras und Aristobulos’ zu Kleopatra verhindern.
Im selben Jahr hatte Aristobulos beim Laubhüttenfest seinen ersten offiziellen Auftritt als Hohepriester, vollzog am Altar die religiösen Riten und wurde dabei vom Volk begeistert bejubelt. Herodes erkannte an dieser Popularitätsdemonstration, dass Alexandra mit ihren Plänen gegen ihn beim Volk Unterstützung finden würde und der junge Hohepriester daher als möglicher Konkurrent zu beseitigen sei.

## Tod beim Badeunfall
Bald nach dem Ende des Laubhüttenfestes wurde Aristobulos von seiner Mutter in die königlichen Paläste von Jericho zu einem Mahl eingeladen. Dort starb er bei einem Badeunfall. Josephus stellt den Ablauf so dar: Herodes lockte ihn an einen entlegenen Ort, spielte mit ihm und forderte ihn dann auf, zu einigen seiner Diener in eines der Schwimmbecken zu steigen. Dort sei der junge Mann in der Abenddämmerung unter dem Schein scherzhaften Spiels von Herodes’ Vertrauten ertränkt worden (Ende 36 oder Ende 35 v. Chr.). So starb Aristobulos nach nicht einmal einjähriger Bekleidung des Hohepriesteramtes im Alter von nur etwa 17 Jahren.
Der Tod des Aristobulos, auf den sich viele Hoffnungen im jüdischen Volk gerichtet hatten, löste – wie Flavius Josephus berichtet – in ganz Judäa „gewaltigen Schmerz“ aus und wurde mit „anhaltendem Wehklagen“ betrauert. Herodes habe öffentlich ebenfalls tiefen Schmerz geheuchelt und den Unschuldigen gespielt. Er ließ seinen toten Schwager eine prächtige Begräbnisfeier ausrichten. Alexandra habe sich von Herodes’ Verhalten freilich nicht täuschen lassen und sich mit einer Mordanklage an Kleopatra gewandt, die durchgesetzt habe, dass sich Herodes vor Antonius verantworten musste. Der jüdische König verteidigte sich aber geschickt und konnte unbehelligt heimreisen. Der mit militärischen Problemen überhäufte Antonius wollte seinen wichtigen Freund und Verbündeten nicht verlieren.